# ماركو سبيرانزا
ماركو سبيرانزا (بالإيطالية: Marco Speranza)‏ هو لاعب كرة قدم إيطالي في مركز الدفاع، ولد في 18 يناير 1994 في ميلانو في إيطاليا. لعب مع نادي بيزا.

## وصلات خارجية
- ماركو سبيرانزا على موقع قاعدة بيانات كرة القدم.إي يو (الإنجليزية)
- ماركو سبيرانزا على موقع Soccerway.com (الإنجليزية)